# Burnley Football Club
El Burnley Football Club és un club de futbol anglès, de la ciutat de Burnley, a Lancashire. Va ser fundat en 1882 i actualment juga a la Premier League, la primera divisió anglesa.

## Palmarès

### Torneigs nacionals
- Lliga anglesa de futbol (2): 1920-21, 1959-60
- Copa d'Anglaterra (1): 1913-14
- Football League Second Division (2): 1897-98, 1972-73, 2015-16, 2022-23
- Football League Third Division (1): 1981-82
- Football League Fourth Division (1): 1991-92
- Community Shield (2): 1960, 1973

## Jugadors

### Plantilla 2025-26
A 8 agost 2025
| N. | Pos. | Nac. | Jugador             |
| -- | ---- | --- | ------------------- |
| 1  | POR  | [[Fitxer:Flag of Slovakia.svg\|23x15px\|border \|alt=Eslovàquia\|link=Selecció de futbol d'Eslovàquia\|{{#if:\|]]                                                                           | Martin Dúbravka     |
| 2  | DEF  | [[Fitxer:Flag of England.svg\|23x15px\|border \|alt=Anglaterra\|link=Selecció de futbol d'Anglaterra\|{{#if:\|]]                                                                            | Kyle Walker         |
| 3  | DEF  | [[Fitxer:Flag of the Netherlands.svg\|23x15px\|border \|alt=Països Baixos\|link=Selecció de futbol dels Països Baixos\|{{#if:\|]]                                                           | Quilindschy Hartman |
| 4  | DEF  | [[Fitxer:Flag of England.svg\|23x15px\|border \|alt=Anglaterra\|link=Selecció de futbol d'Anglaterra\|{{#if:\|]]                                                                            | Joe Worrall         |
| 5  | DEF  | [[Fitxer:Flag of France (1794–1815, 1830–1974).svg\|23x15px\|border \|alt=França\|link=Selecció de futbol de França\|{{#if:\|]]                                                             | Maxime Estève       |
| 6  | DEF  | [[Fitxer:Flag of the Democratic Republic of the Congo.svg\|23x15px\|border \|alt=República Democràtica del Congo\|link=Selecció de futbol de la República Democràtica del Congo\|{{#if:\|]] | Axel Tuanzebe       |
| 7  | DAV  | [[Fitxer:Flag of Denmark.svg\|23x15px\|border \|alt=Dinamarca\|link=Selecció de futbol de Dinamarca\|{{#if:\|]]                                                                             | Jacob Bruun Larsen  |
| 9  | DAV  | [[Fitxer:Flag of South Africa.svg\|23x15px\|border \|alt=Sud-àfrica\|link=Selecció de futbol de Sud-àfrica\|{{#if:\|]]                                                                      | Lyle Foster         |
| 10 | DAV  | [[Fitxer:Flag of England.svg\|23x15px\|border \|alt=Anglaterra\|link=Selecció de futbol d'Anglaterra\|{{#if:\|]]                                                                            | Marcus Edwards      |
| 11 | DAV  | [[Fitxer:Flag of England.svg\|23x15px\|border \|alt=Anglaterra\|link=Selecció de futbol d'Anglaterra\|{{#if:\|]]                                                                            | Jaidon Anthony      |
| 12 | DEF  | [[Fitxer:Flag of England.svg\|23x15px\|border \|alt=Anglaterra\|link=Selecció de futbol d'Anglaterra\|{{#if:\|]]                                                                            | Bashir Humphreys    |
| 13 | POR  | [[Fitxer:Flag of Germany.svg\|23x15px\|border \|alt=Alemanya\|link=Selecció de futbol d'Alemanya\|{{#if:\|]]                                                                                | Max Weiß            |
| 14 | DEF  | [[Fitxer:Flag of Wales 2.svg\|23x15px\|border \|alt=Gal·les\|link=Selecció de futbol de Gal·les\|{{#if:\|]]                                                                                 | Connor Roberts      |
| 17 | DAV  | [[Fitxer:Flag of France (1794–1815, 1830–1974).svg\|23x15px\|border \|alt=França\|link=Selecció de futbol de França\|{{#if:\|]]                                                             | Loum Tchaouna       |
| 18 | DEF  | [[Fitxer:Flag of Sweden.svg\|23x15px\|border \|alt=Suècia\|link=Selecció de futbol de Suècia\|{{#if:\|]]                                                                                    | Hjalmar Ekdal       |
| 19 | DAV  | [[Fitxer:Flag of the Netherlands.svg\|23x15px\|border \|alt=Països Baixos\|link=Selecció de futbol dels Països Baixos\|{{#if:\|]]                                                           | Zian Flemming       |
| 20 | POR  | [[Fitxer:Flag of England.svg\|23x15px\|border \|alt=Anglaterra\|link=Selecció de futbol d'Anglaterra\|{{#if:\|]]                                                                            | Etienne Green       |
| 21 | MIG  | [[Fitxer:Flag of England.svg\|23x15px\|border \|alt=Anglaterra\|link=Selecció de futbol d'Anglaterra\|{{#if:\|]]                                                                            | Aaron Ramsey        |
| 22 | DEF  | [[Fitxer:Flag of Peru.svg\|23x15px\|border \|alt=Perú\|link=Selecció de futbol del Perú\|{{#if:\|]]                                                                                         | Oliver Sonne        |

| N. | Pos. | Nac. | Jugador              |
| -- | ---- | --- | -------------------- |
| 23 | DEF  | [[Fitxer:Flag of Brazil.svg\|23x15px\|border \|alt=Brasil\|link=Selecció de futbol del Brasil\|{{#if:\|]]                         | Lucas Pires          |
| 24 | MIG  | [[Fitxer:Flag of Ireland.svg\|23x15px\|border \|alt=Irlanda\|link=Selecció de futbol de la República d'Irlanda\|{{#if:\|]]        | Josh Cullen (capità) |
| 25 | DAV  | [[Fitxer:Flag of Switzerland.svg\|23x16px\|border \|alt=Suïssa\|link=Selecció de futbol de Suïssa\|{{#if:\|]]                     | Zeki Amdouni         |
| 27 | DAV  | [[Fitxer:Flag of Angola.svg\|23x15px\|border \|alt=Angola\|link=Selecció de futbol d'Angola\|{{#if:\|]]                           | Manuel Benson        |
| 28 | MIG  | [[Fitxer:Flag of Tunisia.svg\|23x15px\|border \|alt=Tunísia\|link=Selecció de futbol de Tunísia\|{{#if:\|]]                       | Hannibal Mejbri      |
| 29 | MIG  | [[Fitxer:Flag of England.svg\|23x15px\|border \|alt=Anglaterra\|link=Selecció de futbol d'Anglaterra\|{{#if:\|]]                  | Josh Laurent         |
| 30 | DAV  | [[Fitxer:Flag of Italy.svg\|23x15px\|border \|alt=Itàlia\|link=Selecció de futbol d'Itàlia\|{{#if:\|]]                            | Luca Koleosho        |
| 31 | MIG  | [[Fitxer:Flag of Belgium (civil).svg\|23x15px\|border \|alt=Bèlgica\|link=Selecció de futbol de Bèlgica\|{{#if:\|]]               | Mike Trésor          |
| 32 | POR  | [[Fitxer:Flag of the Czech Republic.svg\|23x15px\|border \|alt=Txèquia\|link=Selecció de futbol de la República Txeca\|{{#if:\|]] | Václav Hladký        |
| 34 | DAV  | [[Fitxer:Flag of the Netherlands.svg\|23x15px\|border \|alt=Països Baixos\|link=Selecció de futbol dels Països Baixos\|{{#if:\|]] | Jaydon Banel         |
| 35 | DAV  | [[Fitxer:Flag of England.svg\|23x15px\|border \|alt=Anglaterra\|link=Selecció de futbol d'Anglaterra\|{{#if:\|]]                  | Ashley Barnes        |
| 36 | DEF  | [[Fitxer:Flag of Germany.svg\|23x15px\|border \|alt=Alemanya\|link=Selecció de futbol d'Alemanya\|{{#if:\|]]                      | Jordan Beyer         |
| 43 | DEF  | [[Fitxer:Flag of the Netherlands.svg\|23x15px\|border \|alt=Països Baixos\|link=Selecció de futbol dels Països Baixos\|{{#if:\|]] | Shurandy Sambo       |
| 44 | DEF  | [[Fitxer:Flag of Belgium (civil).svg\|23x15px\|border \|alt=Bèlgica\|link=Selecció de futbol de Bèlgica\|{{#if:\|]]               | Hannes Delcroix      |
| 48 | DAV  | [[Fitxer:Flag of Belgium (civil).svg\|23x15px\|border \|alt=Bèlgica\|link=Selecció de futbol de Bèlgica\|{{#if:\|]]               | Enock Agyei          |
| —  | MIG  | [[Fitxer:Flag of France (1794–1815, 1830–1974).svg\|23x15px\|border \|alt=França\|link=Selecció de futbol de França\|{{#if:\|]]   | Lesley Ugochukwu     |
| —  | DAV  | [[Fitxer:Flag of Albania.svg\|23x15px\|border \|alt=Albània\|link=Selecció de futbol d'Albània\|{{#if:\|]]                        | Armando Broja        |
| —  | DAV  | [[Fitxer:Flag of North Macedonia.svg\|23x15px\|border \|alt=Macedònia del Nord\|link=Selecció de futbol de Macedònia\|{{#if:\|]]  | Darko Churlinov      |
| —  | DAV  | [[Fitxer:Flag of Ireland.svg\|23x15px\|border \|alt=Irlanda\|link=Selecció de futbol de la República d'Irlanda\|{{#if:\|]]        | Michael Obafemi      |

### Cedits a altres equips
| N. | Pos. | Nac. | Jugador                                                       |
| -- | ---- | --- | ------------------------------------------------------------- |
| 37 | DAV  | [[Fitxer:Flag of Benin.svg\|23x15px\|border \|alt=Benín\|link=Selecció de futbol de Benín\|{{#if:\|]]            | Andréas Hountondji (al St. Pauli fins al 30 de juny de 2026)  |
| —  | DEF  | [[Fitxer:Flag of England.svg\|23x15px\|border \|alt=Anglaterra\|link=Selecció de futbol d'Anglaterra\|{{#if:\|]] | Owen Dodgson (al Stockport County fins al 30 de juny de 2026) |